# Wagnijo
Wagnijo (apodado El corredor o El que se mueve o Caminante lejano, aunque el concepto es incierto) fue un caudillo tribal escandinavo, un señor de la guerra del siglo III y se le considera entre los historiadores como uno de los aliados más septentrionales del imperio romano, a la vista de los hallazgos encontrados en los yacimientos arqueológicos de Illerup Ådal, Jutlandia en Dinamarca. Entre más de 15.000 piezas se encontraron puntas de lanza con la inscripción en rúnico con su nombre, algo inusual en las sociedades germánicas, pero habitual entre los romanos por lo que se intuye que recibió influencias latinas.
Para disponer de artefactos de este estilo, debió tener orfebres a su servicio y por lo tanto pudo ser uno de los primeros poderosos caudillos conocidos para liderar un millar de guerreros a la vista que la misma imprimación aparecen en hojas de espadas de origen romano. Muy posiblemente estuvo al servicio de Roma, aunque no se sabe si fue rey o líder militar, pero un hombre rico en cualquier caso. Otras versiones lo limitan al mismo orfebre quien estampó su marca, o simplemente el magnate donante o un escriba rúnico.
Las primeras investigaciones, tradujeron la inscripción de izquierda a derecha, ojingaR, pero los arqueólogos se dieron cuenta de que leyendo de derecha a izquierda, la versión correcta era Wagnijo y coincidieron que es un nombre propio.